# 芦北町立海浦小学校
芦北町立海浦小学校（あしきたちょうりつ うみのうらしょうがっこう）は、かつて熊本県葦北郡芦北町海浦にあった公立小学校。

## 沿革
- 1874年（明治7年） - 字大久保の覚円寺で授業開始。
- 1879年（明治12年） - 字山下に校舎を建て開校。
- 1887年（明治20年） - 田浦尋常小学校海浦支校と改称。
- 1902年（明治35年） - 海浦尋常小学校として独立。
- 1906年（明治36年） - 海浦尋常高等小学校と改称。
- 1908年（明治41年） - 海浦尋常小学校と改称。
- 1941年（昭和16年） - 海浦国民学校と改称
- 1947年（昭和22年） - 田浦町立海浦小学校と改称。
- 2005年（平成17年） - 芦北町との合併により芦北町立海浦小学校に改称。
- 2008年（平成20年） - 芦北町立田浦小学校に統合